# Carlos Manuel Cotillas López
Carlos Manuel Cotillas López, né le 19 juin 1970, est un homme politique espagnol membre du Parti populaire (PP).

## Biographie

### Vie privée
Il est marié et père de deux filles.

### Profession
Il est titulaire d'une licence en droit. Il est fonctionnaire de l'administration civile de l'État.

### Carrière politique
Il est maire de Tomelloso de 1999 à 2015.
Le 9 mars 2008, il est élu député pour Ciudad Real au Congrès des députés.
Le 20 novembre 2011, il est élu sénateur pour Ciudad Real au Sénat et réélu en 2015 et 2016.